# Fußball-Europameisterschaft der Frauen 1989/Qualifikation
Die Qualifikation zur Fußball-Europameisterschaft der Frauen 1989 wurde in der Zeit vom 10. September 1987 bis zum 6. November 1988 ausgetragen. Alle gemeldeten Nationalteams mussten durch die Qualifikation, denn der Gastgeber des Endrundenturniers wurde erst nach Abschluss des Viertelfinales aus dem Kreis der vier Halbfinalisten kurzfristig festgelegt.

## Modus
Insgesamt nahmen 17 Nationalmannschaften an der Qualifikation teil. Die Auswahlmannschaften wurden auf drei Gruppen zu vier und eine Gruppe zu fünf Mannschaften aufgeteilt. Innerhalb der Gruppen spielte jede Mannschaft zweimal gegen jede andere. Die Gruppensieger und die Gruppenzweiten qualifizierten sich für das erstmals ausgespielte Viertelfinale.
Nordirland nahm diesmal nicht, dafür Bulgarien und die Tschechoslowakei erstmals an der Qualifikation teil.

## Ergebnisse

### Gruppe 1
|    | Land     | Tore  | Punkte |
| -- | -------- | ----- | ------ |
| 1. | Dänemark | 12:06 | 10:2   |
| 2. | Norwegen | 10:10 | 05:7   |
| 3. | England  | 06:10 | 05:7   |
| 4. | Finnland | 09:11 | 04:8   |

| Datum              | Begegnung           | Ergebnis |
| ------------------ | ------------------- | -------- |
| 10. September 1987 | Finnland – Norwegen | 3:3      |
| 7. Oktober 1987    | Norwegen – Dänemark | 0:1      |
| 25. Oktober 1987   | Finnland – England  | 1:2      |
| 8. November 1987   | England – Dänemark  | 2:1      |
| 8. Mai 1988        | Dänemark – England  | 2:0      |
| 26. Mai 1988       | Norwegen – Finnland | 0:2      |
| 28. Mai 1988       | Dänemark – Finnland | 3:1      |
| 21. August 1988    | Norwegen – England  | 2:0      |
| 24. August 1988    | Finnland – Dänemark | 1:2      |
| 4. September 1988  | Dänemark – Norwegen | 3:2      |
| 4. September 1988  | England – Finnland  | 1:1      |
| 18. September 1988 | England – Norwegen  | 1:3      |

### Gruppe 2
Die schottische Nationalmannschaft zog sich nach zwei Partien zurück. Die Ergebnisse (Niederlande – Schottland 4:0, Irland – Schottland 2:1) wurden annulliert.
|    | Land        | Tore | Punkte |
| -- | ----------- | ---- | ------ |
| 1. | Niederlande | 4:0  | 7:1    |
| 2. | Schweden    | 5:2  | 4:4    |
| 3. | Irland      | 1:8  | 1:7    |

| Datum              | Begegnung              | Ergebnis |
| ------------------ | ---------------------- | -------- |
| 30. September 1987 | Schweden – Niederlande | 0:0      |
| 29. November 1987  | Irland – Niederlande   | 0:1      |
| 12. März 1988      | Niederlande – Irland   | 2:0      |
| 7. Mai 1988        | Irland – Schweden      | 1:1      |
| 18. September 1988 | Schweden – Irland      | 4:0      |
| 1. Oktober 1988    | Niederlande – Schweden | 1:0      |

### Gruppe 3
|    | Land           | Tore  | Punkte |
| -- | -------------- | ----- | ------ |
| 1. | BR Deutschland | 18:0  | 10:02  |
| 2. | Italien        | 16:04 | 08:04  |
| 3. | Ungarn         | 08:14 | 03:09  |
| 4. | Schweiz        | 04:28 | 03:09  |

| Datum              | Begegnung                | Ergebnis |
| ------------------ | ------------------------ | -------- |
| 7. Oktober 1987    | Ungarn – BR Deutschland  | 00:1     |
| 14. November 1987  | Ungarn – Schweiz         | 07:1     |
| 15. November 1987  | BR Deutschland – Italien | 03:0     |
| 2. April 1988      | Italien – BR Deutschland | 00:0     |
| 30. April 1988     | Italien – Ungarn         | 05:1     |
| 14. Mai 1988       | BR Deutschland – Schweiz | 00:0     |
| 11. Juni 1988      | Schweiz – Ungarn         | 03:0     |
| 18. Juni 1988      | Italien – Schweiz        | 05:0     |
| 17. September 1988 | Schweiz – BR Deutschland | 0:10     |
| 8. Oktober 1988    | Ungarn – Italien         | 00:0     |
| 30. Oktober 1988   | Schweiz – Italien        | 00:6     |
| 30. Oktober 1988   | BR Deutschland – Ungarn  | 04:0     |

### Gruppe 4
|    | Land             | Tore  | Punkte |
| -- | ---------------- | ----- | ------ |
| 1. | Frankreich       | 14:03 | 12:4   |
| 2. | Tschechoslowakei | 10:03 | 12:4   |
| 3. | Belgien          | 07:04 | 08:08  |
| 4. | Spanien          | 04:08 | 06:10  |
| 5. | Bulgarien        | 01:18 | 2:14   |

| Datum             | Begegnung                     | Ergebnis |
| ----------------- | ----------------------------- | -------- |
| 11. Oktober 1987  | Bulgarien – Spanien           | 1:1      |
| 18. Oktober 1987  | Belgien – Tschechoslowakei    | 1:1      |
| 24. Oktober 1987  | Belgien – Frankreich          | 0:2      |
| 8. November 1987  | Tschechoslowakei – Spanien    | 1:0      |
| 21. November 1987 | Frankreich – Bulgarien        | 5:0      |
| 19. Dezember 1987 | Spanien – Belgien             | 1:0      |
| 6. März 1988      | Spanien – Frankreich          | 1:3      |
| 20. März 1988     | Spanien – Bulgarien           | 1:0      |
| 2. April 1988     | Tschechoslowakei – Belgien    | 0:0      |
| 9. April 1988     | Bulgarien – Belgien           | 0:0      |
| 23. April 1988    | Frankreich – Spanien          | 0:0      |
| 24. April 1988    | Bulgarien – Tschechoslowakei  | 0:1      |
| 7. Mai 1988       | Frankreich – Tschechoslowakei | 2:2      |
| 14. Mai 1988      | Spanien – Tschechoslowakei    | 0:2      |
| 22. Mai 1988      | Frankreich – Belgien          | 0:0      |
| 1. Oktober 1988   | Belgien – Bulgarien           | 5:0      |
| 8. Oktober 1988   | Tschechoslowakei – Frankreich | 0:0      |
| 23. Oktober 1988  | Tschechoslowakei – Bulgarien  | 3:0      |
| 29. Oktober 1988  | Belgien – Spanien             | 1:0      |
| 6. November 1988  | Bulgarien – Frankreich        | 0:2      |

### Viertelfinale
| 15. Oktober 1988  | Odense             | Dänemark         | – | Schweden         | 1:5 |
| 26. Oktober 1988  | Borås              | Schweden *       | – | Dänemark         | 1:1 |
| 22. Oktober 1988  | Horten             | Norwegen         | – | Niederlande      | 2:1 |
| 5. November 1988  | Rijsoord           | Niederlande      | – | Norwegen *       | 0:3 |
| 27. November 1988 | Reggio nell’Emilia | Italien          | – | Frankreich       | 2:0 |
| 11. Dezember 1988 | Vallauris          | Frankreich       | – | Italien *        | 1:2 |
| 26. November 1988 | Bratislava         | Tschechoslowakei | – | BR Deutschland   | 1:1 |
| 17. Dezember 1988 | Kaiserslautern     | BR Deutschland * | – | Tschechoslowakei | 2:0 |

## Sonstiges
- Deutschland und die Niederlande blieben als erste Nationalmannschaften während der Gruppenphase der Qualifikation ohne Gegentor.
- Nach 14 Siegen in Folge musste England erstmals eine Niederlage hinnehmen.